# Babak
Babak, Papak (ur. w 795 lub 798 w Kalejbarze, zm. w styczniu 838 w Samarze) – perski przywódca churramitów, radykalnego ruchu plebejskiego, który doprowadził do powstania przeciwko Arabom w latach 816–837. 

## Życiorys
W 816 roku wzniecił powstanie, które ogarnęło Azerbejdżan i zachodnią Persję. W 837 roku poniósł klęskę i został stracony. 
Na jego cześć powstał m.in. azerski film Babək z 1979 oraz balet Babək w 1986.

## Galeria

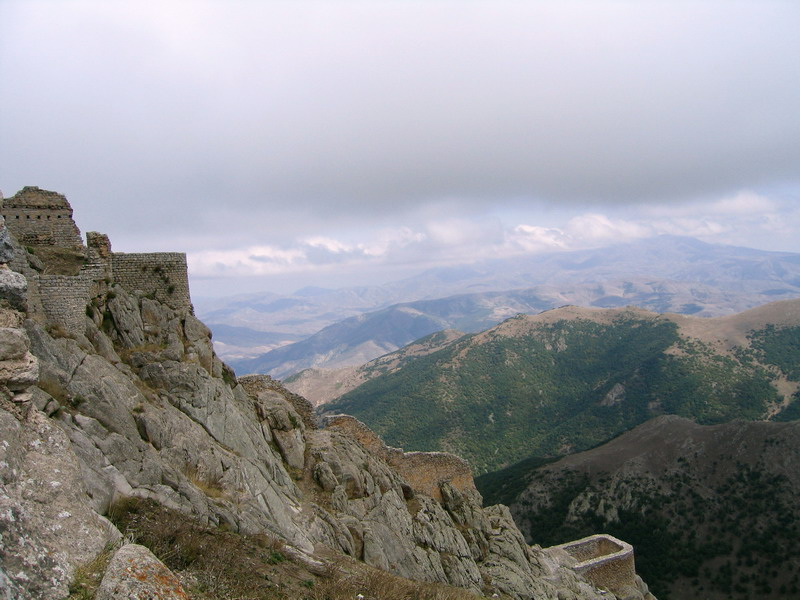
Krajobraz z Zamku Babaka.
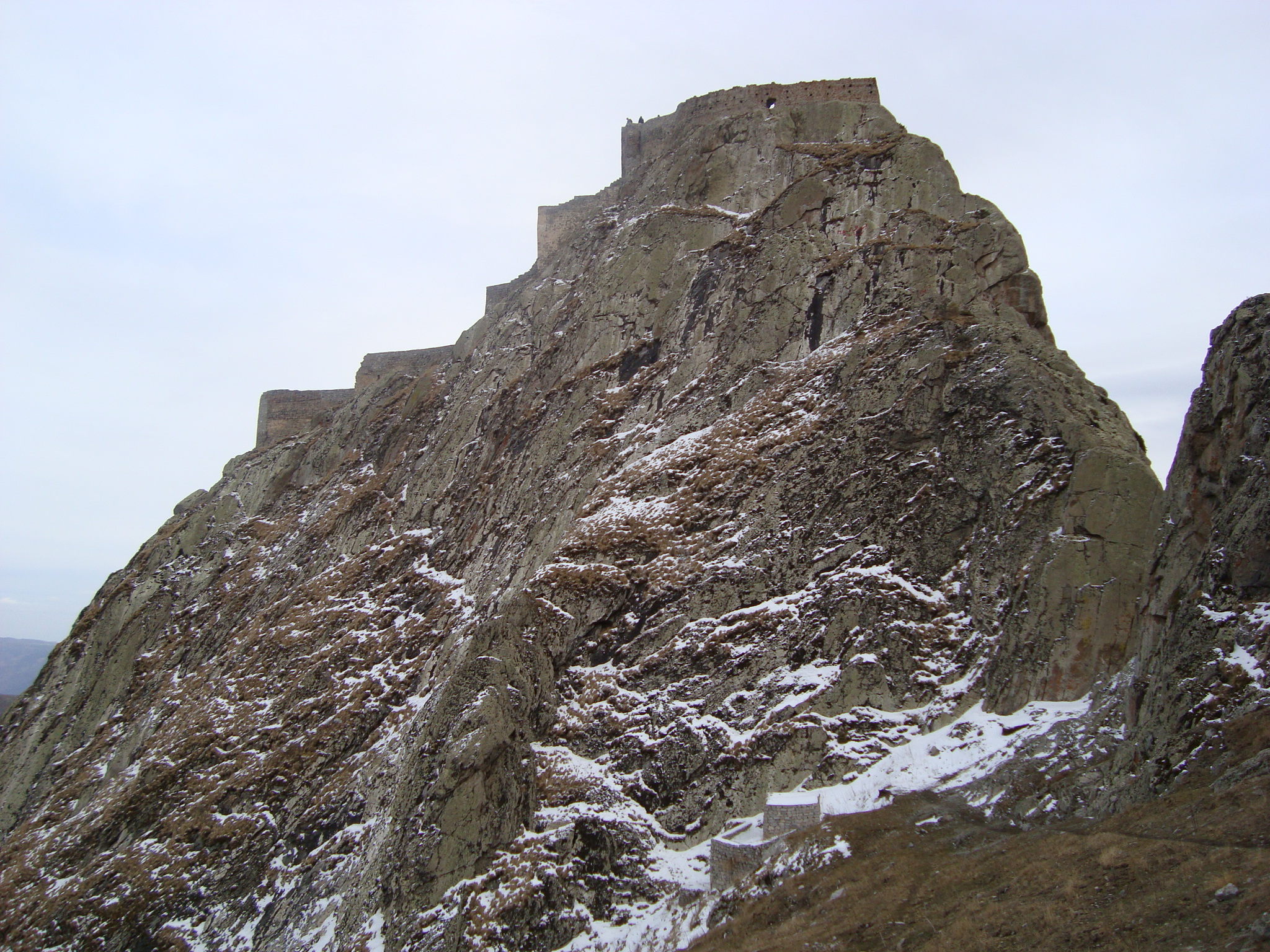
Zamek Babaka.
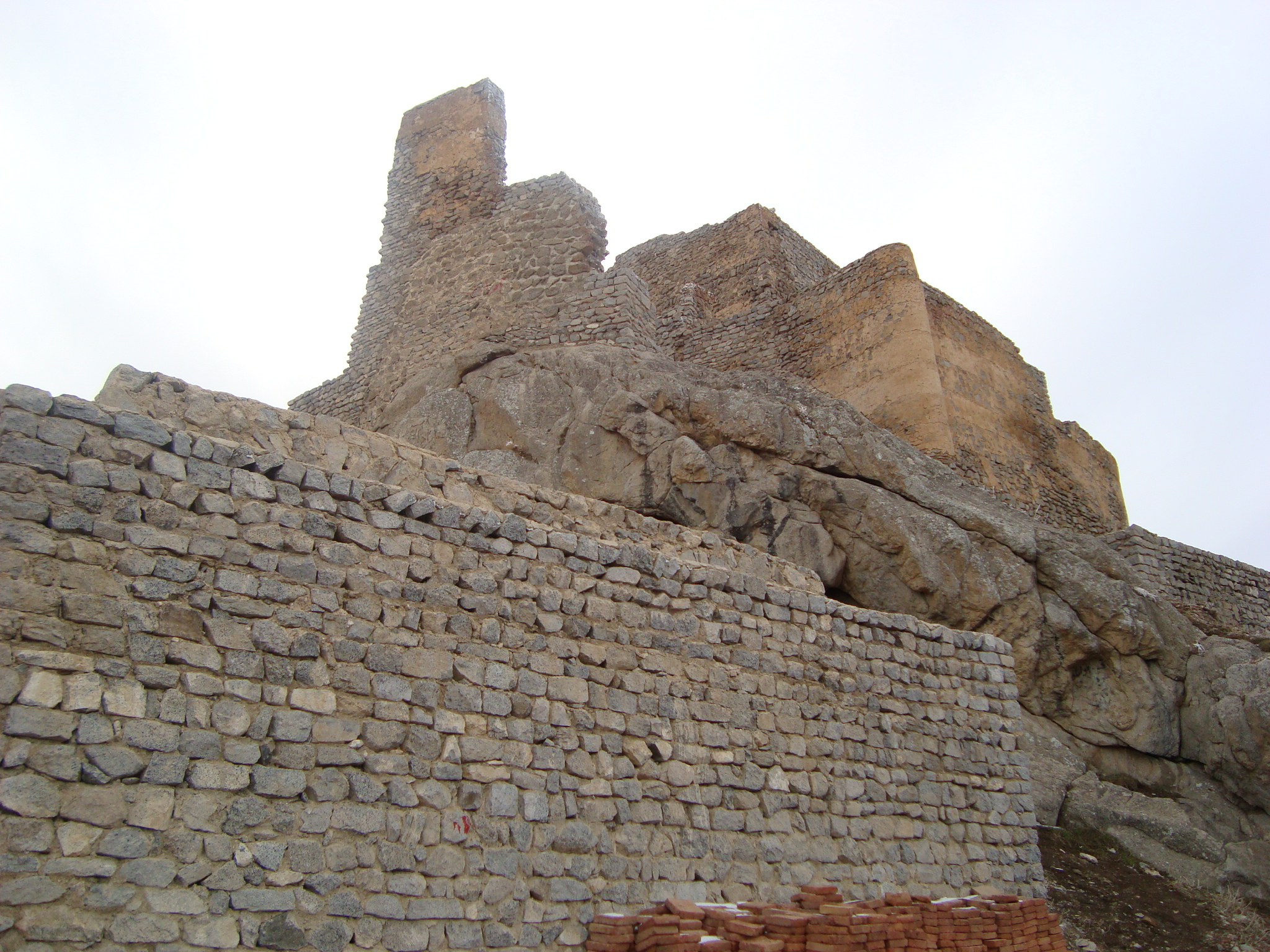
Zamek Babaka.
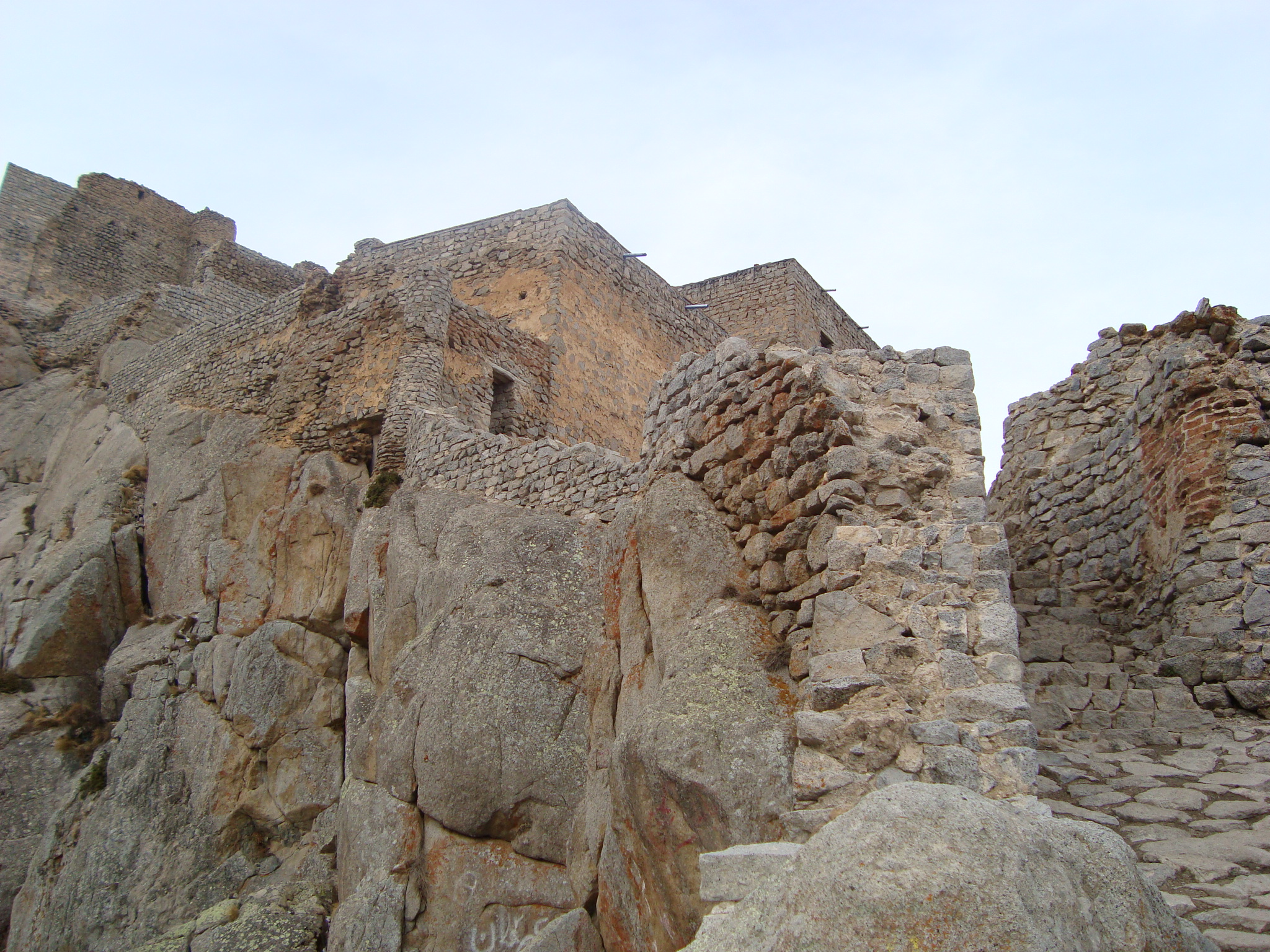
Zamek Babaka.